# Европско првенство у атлетици на отвореном 1934 — 200 метара за мушкарце
Трка на 200 м у мушкој конкуренцији на 1. Европском првенству у атлетици 1934. у Торину одржана је 8. и 9. септембра на Стадиону Бенито Мусолини.

## Земље учеснице
Учествовало је 12 такмичара из 8 земаља.
1. Италија (2)
2. Летонија (1)
3. Мађарска (2)
4. Немачка (1)
5. Француска (1)
6. Холандија (2)
7. Чехословачка (1)
8. Швајцарска (2)

## Освајачи медаља
|                            |                    |                             |
| Кристијан Бергер Холандија | Јожеф Шир Мађарска | Мартинус Осендарп Холандија |

## Резултати

### Полуфинале
У финале су се пласирала по прва тројица из обе полуфиналне групе (КВ)
| Место | Група | Атлетичар         | Земља        | Резултат | Бел.    |
| ----- | ----- | ----------------- | ------------ | -------- | ------- |
| 1.    | 1     | Кристијан Бергер  | Холандија    | 21,6     | КВ, РЕП |
| 2.    | 2     | Јожеф Шир         | Мађарска     | 21,8     | КВ      |
| 2     | 1     | Јожеф Ковач       | Мађарска     | 21,9     | КВ      |
| 4.    | 2     | Мартинус Осендарп | Холандија    | 21,9     | КВ      |
| 4.    | 2     | Егон Шајн         | Немачка      | 21,9     | КВ      |
| 6.    | 2     | Паул Хани         | Швајцарска   | 22,0     |         |
| 7.    | 1     | Тулио Гонели      | Италија      | 22,1     | КВ      |
| 8.    | 2     | Едгардо Тоети     | Италија      | 22,1     |         |
| 9.    | 1     | Albert Jud        | Швајцарска   | 22,2     |         |
| 9.    | 1     | Жорж Гије         | Француска    | 22,2     |         |
| 11.   | 1     | Јанис Кивитис     | Летонија     | РН       |         |
| 11.   | 2     | Карел Бергман     | Чехословачка | РН       |         |

### Финале
| Место | Атлетичар         | Земља     | Резултат | Бел. |
| ----- | ----------------- | --------- | -------- | ---- |
|       | Кристијан Бергер  | Холандија | 21,5     | РЕП  |
|       | Јожеф Шир         | Мађарска  | 21,5     | РЕП  |
|       | Мартинус Осендарп | Холандија | 21,6     |      |
| 4     | Јожеф Ковач       | Мађарска  | 21,7     |      |
| 5     | Егон Шајн         | Немачка   | 21,9     |      |
| 6     | Тулио Гонели      | Италија   | 22,0     |      |